# Џон Роберт Шрифер
Џон Роберт Шрифер (енгл. John Robert Schrieffer, 31. мај 1931 — 27. јул 2019) био је амерички физичар, који је 1972. године, заједно са Џоном Бардином и Леоном Купером, добио Нобелову награду за физику „за заједнични развој теорије суперпроводника, познатијој као -теорија”. BCS-теорија је прва успешна квантна теорија суперпроводности.
Шрифер је преминуо у сну 27. јула 2019. године у Талахасију на Флориди.